# Erica capitata
Erica capitata är en ljungväxtart som beskrevs av Carl von Linné. Erica capitata ingår i släktet klockljungssläktet, och familjen ljungväxter. Inga underarter finns listade i Catalogue of Life.